# Nendoroid
Loạt Nendoroid (ねんどろいど Nendoroido) là một thương hiệu các nhân vật nhựa được công ty Good Smile Company của Nhật Bản tạo ra kể từ năm 2006. Chúng thường mô tả các nhân vật từ anime, manga hoặc trò chơi video và được thiết kế với phong cách đầu lớn và cơ thể nhỏ hơn nhằm mang đến vẻ ngoài dễ thương. Khuôn mặt và các bộ phận cơ thể khác có thể hoán đổi, mang đến cho chúng một loạt các biểu hiện và tư thế khác nhau. Thương hiệu Nendoroid trải rộng nhiều sản phẩm khác nhau, số đo cơ bản là 10 cm, những figure Nendoroid Petite nhỏ hơn, được gọi là loạt Nendoroid More cũng như đồ chơi nhồi bông và các đồ chơi đi kèm. Một số trò chơi video cũng đã được phát hành dựa trên các thiết kế Nendoroid.

## Lịch sử và tiếp nhận
Nhân vật đầu tiên được bán dưới dạng nendoroid là Nendoroid Neco từ trò chơi Tsukihime, được phát hành tại Fonder Festival năm 2006. Người tạo ra loạt gốc là Oda Tsuyoshi (còn được gọi là ODA-P), tuy nhiên loạt cũng được thực hiện bởi một nhóm người lấy tên chung là Nendoron. Tên nendoroid có nguồn gốc từ bí danh này, mặc dù nó cũng có thể bắt nguồn một phần từ đất sét, nendo (粘土), trong tiếng Nhật, do các nguyên mẫu cho mỗi hình đôi khi được làm bằng nhựa tổng hợp và các vật liệu mềm khác tương tự như đất sét. Lý do cho cái tên chung này là có quá nhiều người làm việc đồng thời trên một nendoroid duy nhất, gây khó khăn cho việc ghi có tất cả. Việc lập kế hoạch và sản xuất một figure duy nhất được thực hiện bởi hơn mười người trong nhóm công ty Good Smile.

## Sản phẩm

Nendoroid của Suzumiya Haruhi với các bộ phận cơ thể có thể hoán đổi và biểu cảm khuôn mặt

Loạt figure Nendoroid (ねんどろいど) được làm từ abs và PVC. Chúng được thiết kế theo phong cách chibi, theo kiểu "siêu biến dạng", với một cái đầu lớn và cơ thể nhỏ hơn để tạo vẻ ngoài dễ thương. Các figure được sử dụng để làm cả vật phẩm và đồ chơi. Khuôn mặt và các bộ phận cơ thể của chúng có thể hoản đổi, mang đến cho họ một loạt các biểu hiện và tư thế khác nhau. Có hơn 5000 khuôn mặt có sẵn. Các nhân vật Nendoroid chủ yếu dựa trên các nhân vật nữ trong các bộ anime, manga hoặc video game chẳng hạn như Ma pháp thiếu nữ Madoka Magica, Magical Girl Lyrical Nanoha, Steins;Gate, K-ON!, Suzumiya Haruhi, Cardcaptor Sakura, Fate/stay night, Vocaloid, v.v. Tuy nhiên, trong những năm gần đây, dòng này đã bắt đầu bao gồm các nhân vật từ nhiều hãng sản xuất Disney khác nhau, cũng như loạt phim Chiến tranh giữa các vì sao và các phim siêu anh hùng của Mỹ như Iron Man 3, Wonder Woman, Thor: Ragnarok, Justice League, Black Panther và Avengers: Cuộc chiến vô cực. Vào năm 2021, Nendoroid của Thomas the Tank Engine đã được sản xuất để kỷ niệm 75 năm thành lập nhượng quyền thương mại. Tính đến tháng 7 năm 2022, hơn 21 triệu Nendoroid đã được xuất xưởng trên toàn cầu.
Nendoroid (ねんどろいど) là một nhân vật có chiều cao khoảng 10 cm gồm một giá đỡ Nendoroid đặc biệt để trưng bày figure. Hầu hết đều có phần tay và chân thay thế để có thể thực hiện các tư thế khác nhau, các bộ phận biểu cảm có thể hoán đổi để thể hiện cảm xúc. Chân, tay và cổ đều có khớp nối để có thể cử động ở một mức độ nào đó. Một số Nendoroid gọi là dòng Edition có thêm khớp nối. Nendoroid cũng thường đi kèm các phụ kiện tùy chọn như vũ khí, vật phẩm hoặc các yếu tố quan trọng khác từ loạt mà chúng biểu hiện. Các Nendoroid có thể hoán đổi các bộ phận nên người sưu tập có thể trộn và kết hợp các bộ phận của các nhân vật khác nhau. Nendoroid không có giá cố định, nhưng đến năm 2022 thì giá trung bình là từ 4000 đến 8000 Yên Nhật. Trong khi hầu hết Nendoroid chính thức là do Good Smile Company hát hành, vẫn có một số nhân vật do FREEing, Phat! Company và các công ty khác phát hành. Tuy nhiên, nhà phân phối chính luôn là Good Smile Company.
Dòng Nendoroid Petite (ねんどろいどぷち) rất giống với dòng chính, nhưng kích thước của các figure chỉ bằng một nửa và mỗi con cao khoảng 6,5 cm. Chúng cũng đi kèm một giá đỡ nhỏ. Nendoroid Petite được bán dưới dạng bộ hoàn chỉnh hoặc trong hộp mù với nhân vật ngẫu nhiên. Giống như các nhân vật lớn hơn, có thể hoán đổi biểu cảm khuôn mặt và các bộ phận tùy chọn khác giữa các nhân vật Nendoroid Petite. Tính đến năm 2013, giá trung bình của chúng là 600 Yên Nhật, trong khi các bộ lớn hơn có giá khác nhau tùy thuộc vào số lượng nhân vật trong bộ.
DòngNendoroid More (ねんどろいどもあ) là một dự án của những sinh viên mới tốt nghiệp đại học gia nhập Good Smile Company vào năm 2012. Ý tưởng đằng sau loạt này là đem đến hình ảnh Nendoroid thú vị hơn. Bộ sản phẩm bao gồm các kẹp và giác hút, mỗi chiếc có thể giữ một Nendoroid duy nhất, cũng như các bộ phận trang trí có thể gắn vào các hình và giá đỡ.
Nendoroid Playsets (ねんどろいどプレイセット)là những căn phòng nhỏ được thiết kế làm khu vực trưng bày Nendoroid do Phat! Company sản xuất và chế tạo.
Dòng Nendoroid Plus (ねんどろいどプラス) là các sản phẩm khác dựa trên thiết kế Nendoroid, tuy nhiên thực tế không phải là figure bằng ABS&PVC. Chúng bao gồm dây đeo cao su, đồ chơi nhồi bông và đồ móc chìa khóa. Chúng thường được phát hành bởi các công ty khác ngoài Good Smile Company.

## Trò chơi điện tử
Một RPG dựa trên loạt nhân vật Nendoroid có tựa Nendoroid Generation (ねんどろいど じぇねれ～しょん Nendoroid Jenerēshon), do Bandai Namco Games, Good Smile Company và Banpresto phát triển cho PlayStation Portable. Trò chơi có phiên bản Nendoroid của các nhân vật từ Steins;Gate, Black Rock Shooter, Suzumiya Haruhi, Magical Girl Lyrical Nanoha, Zero no Tsukaima, Dog Days, Fate/stay night, cũng như nhân vật linh vật của Good Smile Company là Gumako. Trò chơi phát hành tại Nhật Bản ngày 23 tháng 2 năm 2012.
Hatsune Miku and Future Stars: Project Mirai là một trò chơi âm nhạc dành cho hệ máy Nintendo 3DS phát hành ngày 8 tháng 3 năm 2012. Trò chơi có nhân vật Vocaloid Hatsune Miku, với ngoại hình dựa trên thiết kế Nendoroid. Phần tiếp theo của trò chơi có tựa Hatsune Miku: Project Mirai 2 phát hành ngày 28 tháng 11 năm 2013.